# Maren Derlien
Maren Derlien (ur. 17 grudnia 1975 w Hamburgu) – niemiecka wioślarka.

## Osiągnięcia
- Mistrzostwa Świata Juniorów – Årungen 1993 – czwórka podwójna – 1. miejsce[1].
- Mistrzostwa Świata – St. Catharines 1999 – czwórka podwójna – 1. miejsce[1].
- Igrzyska Olimpijskie – Ateny 2004 – dwójka bez sternika – 5. miejsce[1].
- Mistrzostwa Świata – Gifu 2005 – ósemka – 6. miejsce[1].
- Mistrzostwa Świata – Eton 2006 – ósemka – 2. miejsce[1].
- Mistrzostwa Świata – Monachium 2007 – ósemka – 5. miejsce[1].
- Mistrzostwa Europy – Poznań 2007 – dwójka bez sternika – 1. miejsce[1].
- Igrzyska Olimpijskie – Pekin 2008 – dwójka bez sternika – 4. miejsce[1].
- Igrzyska Olimpijskie – Pekin 2008 – ósemka – 7. miejsce[1].